# Girolamo Tiraboschi

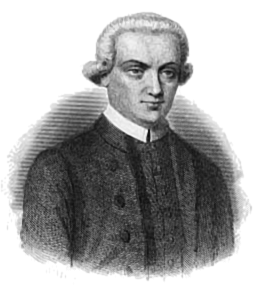
Girolamo Tiraboschi

Girolamo Tiraboschi (* 18. Dezember 1731 in Bergamo; † 9. Juni 1794 in Modena) war ein italienischer Jesuit, Romanist und Literarhistoriker.

## Leben und Werk
Tiraboschi trat mit 15 Jahren in den Jesuitenorden ein und lernte in Monza und Genua. Ab 1755 lehrte er im Jesuitenkolleg Brera in Mailand und nutzte ausgiebig dessen reiche Bibliothek, die spätere Biblioteca Nazionale Braidense. Sein Ruf als Gelehrter bewog den Herzog von Modena, Francesco III. d’Este, ihn 1770 als Nachfolger von Ludovico Antonio Muratori († 1750) und Francesco Antonio Zaccaria (1714–1795) zum Leiter seiner Bibliothek zu machen. In dieser Eigenschaft publizierte er die monumentale Storia della letteratura italiana (13 Bände, Modena 1772–1782; 2. Auflage in 16 Bänden, 1787–1794), die ihn berühmt machte und aus der Antonio Landi (1725–1783) am preußischen Hof eine kondensierte französische Fassung erstellte (Histoire de la littérature d’Italie,  Bern 1784), die ihrerseits ins Italienische rückübersetzt wurde (Storia della letteratura italiana, Venedig 1801–1805). Als wichtige Ergänzung und Aktualisierung der im Jahre 1700 endenden Literaturgeschichte gilt die von Tiraboschi herausgegebene Zeitschrift Nuovo giornale dei letterati d’Italia (1.1773 – 43.1790).

## Weitere Werke (Auswahl)
- Vetera Humiliatorum monumenta annotationibus ac dissertationibus prodromis illustrata, 3 Bde., Mailand 1766–68 (Geschichte der Humiliaten)
- (Bearbeiter) Nuovo vocabolario italiano-latino e latino-italiano gia compilato dal p. Carlo Mandosio [1682-1736] della Compagnia di Gesu, ed ora notabilmente accresciuto, ricorretto, ed accomodato all’uso delle scuole d’Italia, Venedig 1771
- Vita del Conte D. Fulvio Testi [1593-1646, Dichter], Modena 1780
- Biblioteca modenese ovvero notizie della vita e delle opere degli scrittori nati negli stati del duca di Modena, 6 Bde., Modena 1781-1786; Notizie biografiche e letterarie in continuazione della Biblioteca modonese, Reggio 1796
- Notizie dei pittori, scultori, incisori, architetti natii degli stati del duca di Modena, Modena 1786
- Riflessioni sugli Scrittori Genealogici, Padova 1789
- (Hrsg.) Dell’origine della poesia rimata, opera di Giammaria Barbieri modenese, Modena 1790
- Della pittura e della statua di Leonbatista Alberti, Milano 1804
- Dizionario topografico storico degli stati estensi, Modena 1824-5